# Gorga (Latium)
Gorga ist eine Gemeinde in der Metropolitanstadt Rom in der italienischen Region Latium mit 655 Einwohnern (Stand 31. Dezember 2023). Sie liegt 71 km südöstlich von Rom und 42 km westlich von Frosinone.

## Geographie
Gorga liegt in den Monti Lepini, einem Höhenzug zwischen der Pontinischen Ebene und dem Saccotal. Es ist Mitglied der Comunità Montana Monti Lepini. Gorga grenzt an Anagni (FR), Carpineto Romano, Montelanico, Morolo (FR), Sgurgola (FR) und Supino (FR).

### Verkehr
Gorga liegt 16 km von der Ausfahrt Anagni an der Autobahn A1 Autostrada del Sole von Rom nach Neapel entfernt.

## Geschichte
In der römischen Antike war Gorga ein Pagus, ein unbedeutendes Dorf. Erst in der Völkerwanderungszeit erlebte es einen Aufschwung, als Menschen aus den Ebenen in den gut zu verteidigenden Ort flohen. Erstmals schriftlich erwähnt wurde es als 1088 Papst Urban II. die Burg von Gorga Anagni unterstellte. 1216 wurde auf dem Gemeindegebiet das Kloster Villamagna gegründet, das 1398 von den Bewohnern von Gorga zerstört wurde. Im 17. Jahrhundert kam das Dorf unter die Herrschaft der Pamphilj.

## Bevölkerungsentwicklung
| Jahr      | 1871 | 1881 | 1901 | 1921 | 1936 | 1951 | 1971 | 1991 | 2001 |
| --------- | ---- | ---- | ---- | ---- | ---- | ---- | ---- | ---- | ---- |
| Einwohner | 972  | 919  | 879  | 1009 | 1032 | 1202 | 873  | 778  | 764  |

Quelle: ISTAT

## Politik
Nadia Cipriani (Bürgerliste Obiettivo Gorga) wurde im Juni 2004 zur Bürgermeisterin gewählt und 2009 sowie 2014 im Amt bestätigt.